# كارلوس كوينتانا
كارلوس كوينتانا (بالإسبانية: Carlos Quintana) (11 فبراير 1988 بغليو في الأرجنتين - ) هو لاعب كرة قدم أرجنتيني في مركز الدفاع. لعب مع أتلتيكو باتروناتو ونادي لانوس وهوراكان وتاليريس كوردوبا وClub Atlético Douglas Haig ‏.

## روابط خارجية
- كارلوس كوينتانا على موقع قاعدة بيانات كرة القدم.إي يو (الإنجليزية)
- كارلوس كوينتانا على موقع Soccerway.com (الإنجليزية)